# Liwny
Liwny (russisch Ли́вны) ist eine Stadt mit 50.343 Einwohnern (Stand 14. Oktober 2010) in Russland. Sie liegt in der Oblast Orjol an der Bystraja Sosna, einem rechten Nebenfluss des Don, etwa 150 km südöstlich der Gebietshauptstadt Orjol.

## Geschichte
Der Ort wurde erstmals um 1177 urkundlich erwähnt und hat seinen Namen möglicherweise vom Hydronym Liwen (zu deutsch „Wolkenbruch“, „starker Regen“) eines kleinen Flusses, der dort in die Bystraja Sosna mündet. Die früheste Geschichte des Ortes wurde nicht überliefert, Historiker gehen aber davon aus, dass Liwny im 13. Jahrhundert von den Truppen der Goldenen Horde verwüstet worden war. Erst 1571 wurde an dieser Stelle wieder der Ort Liwny aufgebaut, als die Gegend an das Großfürstentum Moskau kam und sich nahe dessen südlichen Grenzen befand. Zum Schutz vor Angriffen aus dem Süden wurde entlang dieser südlichen Grenze ein Schutzwall aus Bäumen angepflanzt, die im Angriffsfall schnell gefällt werden konnten, was als Hindernis für den Angreifer dienen sollte.
1586 erhielt Liwny aufgrund seiner Bedeutung als Grenzort den Stadtstatus. Mitte des 17. Jahrhunderts, als sich Moskowien weiter Richtung Süden ausgedehnt hatte, verlor Liwny seine militärische Bedeutung wieder. Seither war es vor allem landwirtschaftlich geprägt, später entwickelte sich dort auch der Handel.
Im Zweiten Weltkrieg wurde die Stadt am 26. November 1941 von der deutschen Wehrmacht besetzt, aber schon am 25. Dezember 1941 von Truppen der Roten Armee zurückerobert.

### Bevölkerungsentwicklung
| Jahr | Einwohner |
| ---- | --------- |
| 1897 | 20.448    |
| 1926 | 19.873    |
| 1939 | 11.982    |
| 1959 | 23.900    |
| 1970 | 37.290    |
| 1979 | 44.912    |
| 1989 | 51.696    |
| 2002 | 52.841    |
| 2010 | 50.343    |

Anmerkung: Volkszählungsdaten

## Wirtschaft und Infrastruktur
In der Umgebung Liwnys spielt die Landwirtschaft eine entscheidende Rolle, insbesondere der Getreideanbau, der durch fruchtbaren Tschernosem-Boden begünstigt wird. In der Stadt selbst gibt es auch Industrie, darunter Maschinenbau, Herstellung von Kunststoffen, Baustoffen und Nahrungsmitteln.
Die Stadt verfügt über einen Bahnhof mit Verbindungen unter anderem nach Orjol, Woronesch und über andere Bahnstrecken auch in viele weitere Regionen Russlands.
In der Nähe von Liwny befindet sich ein 350 Meter hoher Sendemast zur Verbreitung von UKW-Hörfunk- und Fernsehprogrammen, der in den 1970er-Jahren errichtet wurde.

## Söhne und Töchter der Stadt
- Sergei Bulgakow (1871–1944), Ökonom und russisch-orthodoxer Theologe
- Rem Chochlow (1926–1977), Physiker und Hochschullehrer
- Leonid Roschal (* 1933), Kinderarzt und Menschenrechtsaktivist
- Wladislaw Konoplew (* 1997), Schauspieler